# 罗卡弗兰卡
罗卡弗兰卡（義大利語：Roccafranca），是意大利布雷西亚省的一个市镇。总面积19平方公里，人口4784人，人口密度251.8人/平方公里（2009年）。国家统计（ISTAT）代码为017162。